# وادي تافنة
وادي تافنة هو أحد أنهار الجزائر، يوجد في شمال غرب الجزائر. يعتير أحد أكبر الأودية على المستوى الوطني، إذ يمتد على مسافة 170 كيلومتر، منها 150 كلم بتراب ولاية تلمسان. يحوز وادي تافنة على عشرات الروافد على غرار وادي دحمان الذي يصب في واد تافنة وينبع من جبال تاجرة وبني وارسوس الحجرية.